# Faulenzer (Musik)
Faulenzer sind in der Musiknotation verwendete Notationssymbole in Form diagonaler Balken, mit denen unveränderte Wiederholungen (in der klassischen Musik) oder variierte Wiederholungen (in der populären Musik) von Notengruppen, Takten oder Taktgruppen vereinfacht dargestellt werden können. Sie gehören zu den Abbreviaturen. Es gibt keinen allgemein gebräuchlichen fachsprachlichen Ausdruck für diese im Musikerjargon umgangssprachliche Bezeichnung.
Wiederholungen von mehreren Takten werden üblicherweise mit Wiederholungszeichen oder Da capo notiert.

## Darstellung

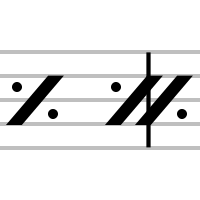
Zeichen für Wiederholung eines Takts bzw. zweier Takte

- Punktierte einfache oder doppelte Balken für eintaktige und für zweitaktige Wiederholungen
- Einfache Balken ohne Punkte, die innerhalb des Taktes eingesetzt werden, wenn sich eine Figur dort mehrmals wiederholt und nur das erste Mal notiert wird

### Darstellung in Computersystemen
Aufgrund der Computerisierung des Notensatzes sind Faulenzer zur Arbeitsersparnis des Schreibers oder Setzers nicht mehr zwingend nötig. Sie werden nur noch eingesetzt, wenn sie das Notenbild klarer machen. Dies kann der Fall sein bei nummerierten Taktwiederholungen, wenn zu wenig Platz auf der Seite ist oder wenn gar keine exakte Vorgabe existiert. Man spricht im Notensatz von „ausgeschriebenen“ und „aufgelösten“ Faulenzern, wenn sie nur in der Vorlage vorhanden sind.

#### Unicode-Darstellung
Die Unicode-Codierungen für Faulenzer finden sich unter der Bezeichnung Repeated Figure im Unicodeblock Notenschriftzeichen.